# Enrico-Fermi-Preis

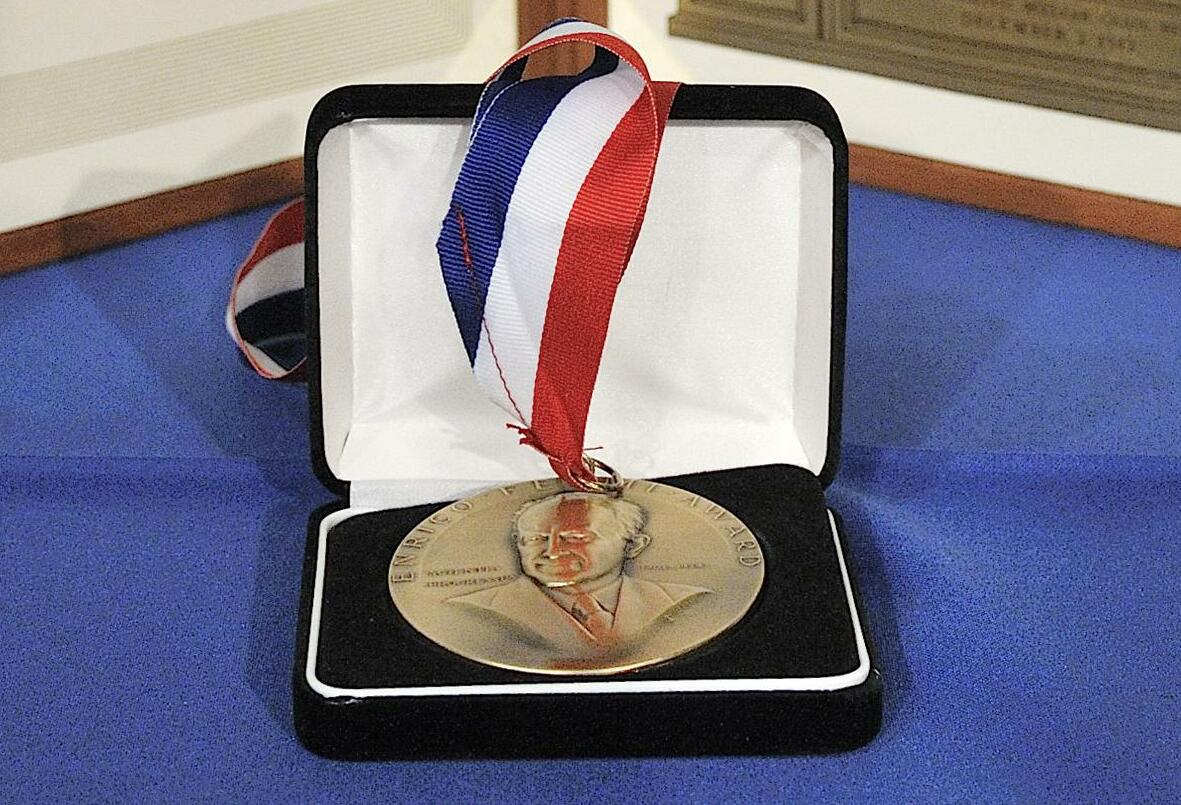
Enrico-Fermi-Medaille

Der zum Gedächtnis an Enrico Fermi eingerichtete Enrico-Fermi-Preis (Enrico Fermi Award) wird seit 1956 von der Atomenergiekommission (AEC) der USA an eine Person verliehen, die sich besonders um die Entwicklung, Nutzung oder Kontrolle der Kernenergie verdient gemacht hat. Der Preis ist mit 100.000 US-Dollar dotiert (Stand 2020).
Im November 1954 erhielt Fermi selbst kurz vor seinem Tod einen Preis für sein Lebenswerk vom US-Präsidenten und der Atomic Energy Commission, dessen Fortsetzung der Fermi-Preis ist.
Die Società Italiana di Fisica (Italienische Gesellschaft für Physik) vergibt außerdem seit 2001 den Premio Enrico Fermi, der (Stand 2011) mit 30.000 Euro dotiert ist.

## Preisträger
- 1956: John von Neumann
- 1957: Ernest Lawrence
- 1958: Eugene Paul Wigner
- 1959: Glenn T. Seaborg
- 1961: Hans Bethe
- 1962: Edward Teller
- 1963: Robert Oppenheimer
- 1964: Hyman Rickover
- 1966: Otto Hahn, Lise Meitner und Fritz Straßmann
- 1968: John Archibald Wheeler
- 1969: Walter Henry Zinn
- 1970: Norris Bradbury
- 1971: Shields Warren und Stafford L. Warren
- 1972: Manson Benedict
- 1976: William L. Russell
- 1978: Harold M. Agnew, Wolfgang Panofsky
- 1980: Rudolf Peierls und Alvin M. Weinberg
- 1981: Wilfrid Bennett Lewis
- 1982: Herbert L. Anderson und Seth Neddermeyer
- 1983: Alexander Hollaender und John H. Lawrence
- 1984: Georges Vendryes und Robert R. Wilson
- 1985: Norman Rasmussen und Marshall Rosenbluth
- 1986: Ernest D. Courant und M. Stanley Livingston
- 1987: Luis Walter Alvarez und Gerald F. Tape
- 1988: Richard B. Setlow und Victor Weisskopf
- 1990: George Cowan und Robley D. Evans
- 1992: Harold Brown, John S. Foster junior und Leon Max Lederman
- 1993: Freeman J. Dyson und Liane B. Russell
- 1995: Ugo Fano und Martin Kamen
- 1996: Mortimer M. Elkind, Richard Garwin und H. Rodney Withers
- 1998: Maurice Goldhaber und Michael E. Phelps
- 2000: Sheldon Datz, Sidney Drell und Herbert York
- 2003: John N. Bahcall, Raymond Davis junior und Seymour Sack
- 2005: Arthur H. Rosenfeld
- 2009: John B. Goodenough und Siegfried Hecker
- 2010: Mildred Dresselhaus und Burton Richter
- 2013: Allen J. Bard und Andrew Sessler
- 2014: Claudio Pellegrini und Charles Shank
- 2023: Darleane C. Hoffman und Gabor A. Somorjai
- 2024: Héctor D. Abruña, Paul Alivisatos und John Hopkins Nuckolls